# リチャード・シェルドン
リチャード・シェルドン (Richard Sheldon、1878年7月9日 - 1935年1月23日)は、アメリカ合衆国の陸上競技選手。
砲丸投の選手として1900年パリオリンピックに出場。14.10mの記録で金メダルを獲得。さらに円盤投でも34.60mの記録で銅メダルを獲得した。